# Forsteriola
Forsteriola là một chi nhện trong họ Anapidae.